# بوریسوگلبسک
شهر بوریسوگلبسک (به روسی: Борисоглебск) در کشور روسیه و در اوبلاست وورونژ واقع شده‌است.